# Stăpânul iluziilor
Stăpânul iluziilor (titlu original: Lord of Illusions) este un film american  neo-noir supranatural de groază din 1995 scris și regizat de Clive Barker după o povestire omonimă a sa. Rolurile principale au fost interpretate de actorii Scott Bakula, Kevin J. O'Connor și Famke Janssen.
Filmul a avut premiera la 25 august 1995.

## Prezentare
Un grup de sectanți își ucid liderul spiritual Nix. În prezent, detectivul Harry D'Amour, urmărind interpretarea celebrului iluzionist Philip Swan, împreună cu restul publicului, asistă la moartea neobișnuită a iluzionistului - în timpul spectacolului, ceva scapă de sub control, iar săbiile îl străpung. Asistentul lui Swann, în numele soției decedatului, Dorothea, îl angajează pe detectiv pentru a investiga. Dar cu cât Harry avansează mai mult în rezolvarea crimei, cu atât mai multe decese au loc...

## Distribuție
- Scott Bakula - detectivul Harry D'Amour
- Kevin J. O'Connor - Philip Swann
- Famke Janssen - Dorothea Swann
- Daniel von Bargen - William Nix
- Vincent Schiavelli - Vinovich
- Barry Del Sherman - Butterfield
- Sheila Tousey - Jennifer Desiderio
- Joel Swetow - Valentin
- Joseph Latimore - Caspar Quaid
- Susan Traylor - Maureen Pimm
- Ashley Lyn Cafagna - tânăra Dorothea
- Wayne Grace - Loomis
- Jordan Marder - Ray Miller
- J. Trevor Edmond - Young Butterfield
- Barry Shabaka Henley - Dr. Toffler
- Carrie Ann Inaba - Dancer
- Ken Davitian - membru din public
- Danny Woodburn - Forensics Photographer